# Алініва (Аляска)
Алініва (англ. Aleneva) — переписна місцевість (CDP) в США, в окрузі Кодіяк-Айленд штату Аляска. Населення — 5 осіб (2020).

## Географія
Алініва розташована за координатами 58°3′33″ пн. ш. 152°54′32″ зх. д. / 58.05917° пн. ш. 152.90889° зх. д. (58.059045, -152.909008).  За даними Бюро перепису населення США в 2010 році переписна місцевість мала площу 161,11 км², уся площа — суходіл.

## Демографія
Згідно з переписом 2010 року, у переписній місцевості мешкало 37 осіб у 9 домогосподарствах у складі 8 родин. Густота населення становила 0 осіб/км².  Було 18 помешкань (0/км²).
Расовий склад населення:
| - 100,0 % — білих |

До двох чи більше рас належало 0,0 %. Частка іспаномовних становила 0,0 % від усіх жителів.
За віковим діапазоном населення розподілялося таким чином: 51,4 % — особи молодші 18 років, 43,2 % — особи у віці 18—64 років, 5,4 % — особи у віці 65 років та старші. Медіана віку мешканця становила 17,5 року. На 100 осіб жіночої статі у переписній місцевості припадало 117,6 чоловіків;  на 100 жінок у віці від 18 років та старших — 80,0 чоловіків також старших 18 років.
Цивільне працевлаштоване населення становило 17 осіб. Основні галузі зайнятості: сільське господарство, лісництво, риболовля — 52,9 %, освіта, охорона здоров'я та соціальна допомога — 47,1 %.